# عقد 1440 هـ
عقد 1440 هـ هو الفترة بين عام 1440 إلى 1449 في التقويم الهجري، أي العشر سنوات الخامسة من القرن الخامس عشر الهجري.